# Ioduro di alluminio
Lo ioduro di alluminio (o anche triioduro di alluminio secondo le norme IUPAC) è il composto inorganico di formula AlI3. In condizioni normali è un solido incolore costituito da dimeri Al2I6. Si idrolizza rapidamente in acqua rilasciando acido iodidrico. In questo composto l'alluminio è nello stato di ossidazione +3. È di uso meno comune del corrispondente cloruro (AlCl3), e viene usato come catalizzatore in alcune reazioni di sintesi organica.

## Struttura e proprietà
AlI3 è un composto molecolare che esiste solo come dimero Al2I6 sia allo stato solido che allo stato liquido e gassoso. In Al2I6 gli atomi di alluminio hanno coordinazione tetraedrica. Le distanze Al–I sono 258 pm per gli ioduri a ponte e 253 pm per quelli terminali.

## Sintesi
AlI3 si prepara per sintesi diretta tra alluminio e iodio in atmosfera inerte:
2Al + 3I2  →  Al2I6

## Reattività
Al pari degli altri alogenuri di alluminio, AlI3 è sensibile all'umidità e si decompone per riscaldamento all'aria formando iodio e ossido di alluminio. Reagisce violentemente con l'acqua formando acido iodidrico. È un acido di Lewis forte.

## Uso
Lo ioduro di alluminio è di uso molto meno comune del corrispondente cloruro d'alluminio. AlI3 si usa in sintesi organica come catalizzatore per attivare alcuni tipi di legami S–O e N–O. Rompe gli eteri arilici e deossigena gli epossidi. Può essere usato per preparare altri composti organici iodurati.

## Indicazioni di sicurezza
AlI3 è disponibile in commercio. È un composto corrosivo che per contatto provoca gravi ustioni cutanee e gravi lesioni agli occhi. Risulta irritante per le vie respiratorie. Non ci sono dati che indichino proprietà cancerogene. Viene considerato poco pericoloso per le acque e l'ambiente.